# Иван Фёдорович (новгородский боярин)
Иоа́нн Фёдорович (Ива́н; ? — после 1417) — новгородский боярин, сын посадника[какого?].
В 1377 году он, при соучастии воевод Василия Борисовича и Максима Ананьевича, ходил с новгородской молодежью к какому-то немецкому Новугородку («за окиян море на Тивролу»), взял посад и «с большим полоном» вернулся домой. В 1384 ставил город в Яме, а в 1387 — в Порхове. В 1411 ходил с князем Лугвением-Семёном Ольгердовичем опустошать шведские волости за то, что шведы взяли новгородский пригород Тиверский. В 1417 вместе с братом Афанасием, Исааком Борецким и еще одним новгородским боярином, отбил в Заволочье двух новгородских бояр, пленённых московским боярином Глебом Семёновичем Юрьевым.